# Clinitrachus
Clinitrachus is een monotypisch geslacht van straalvinnige vissen uit de familie van beschubde slijmvissen (Clinidae).

## Soort
- Clinitrachus argentatus (Risso, 1810)